# Javier Mejía (músico)
Javier Mejía Ascencio (Anaheim, California, 20 de noviembre de 1982) más conocido como Javier Mejía es un músico, compositor y guitarrista mexicano. Fue miembro del grupo Enjambre desde 2007 hasta su salida oficial en 2021. Con Enjambre logró grabar un total de seis álbumes de estudio.En mayo de 2022, inició un nuevo proyecto musical llamado; DINAH.

## Biografía
Nació el 30 de noviembre de 1982 en Anaheim, California. Se unió a Enjambre en 2007 junto con Ángel Sánchez, luego de las salidas de Osamu Nishitani y Nicolás Saavedra.

## Salida de Enjambre
El 12 de junio de 2021, después de haber trabajado en 6 álbumes de estudio desde 2007 y tras más de 14 años juntos, se anunció mediante un comunicado en sus redes sociales la salida del guitarrista Javier Mejía por motivos personales. El grupo destacó que esto no significaba la disolución de Enjambre.

## Discografía
Con Enjambre
Álbumes de estudio
- 2008: El segundo es felino
- 2010: Daltónico
- 2012: Los huéspedes del orbe
- 2014: Proaño
- 2017: Imperfecto extraño
- 2020: Próximos prójimos

## Premios
Con Enjambre
| Año  | Entrega         | Categoría               | Nominación           | Resultado | Ref.   |
| ---- | --------------- | ----------------------- | -------------------- | --------- | ------ |
| 2010 | Premios IMAs    | Productor del año       | El segundo es felino | Ganador   | [ 8 ]  |
| 2011 | Premios IMAs    | Banda del año           | Enjambre             | Ganador   | [ 9 ]  |
| 2011 | Premios IMAs    | Premio de la gente      | Enjambre             | Ganador   | [ 9 ]  |
| 2011 | Premios Telehit | Mejor banda alternativa | Enjambre             | Ganador   | [ 10 ] |